# Машина термической резки

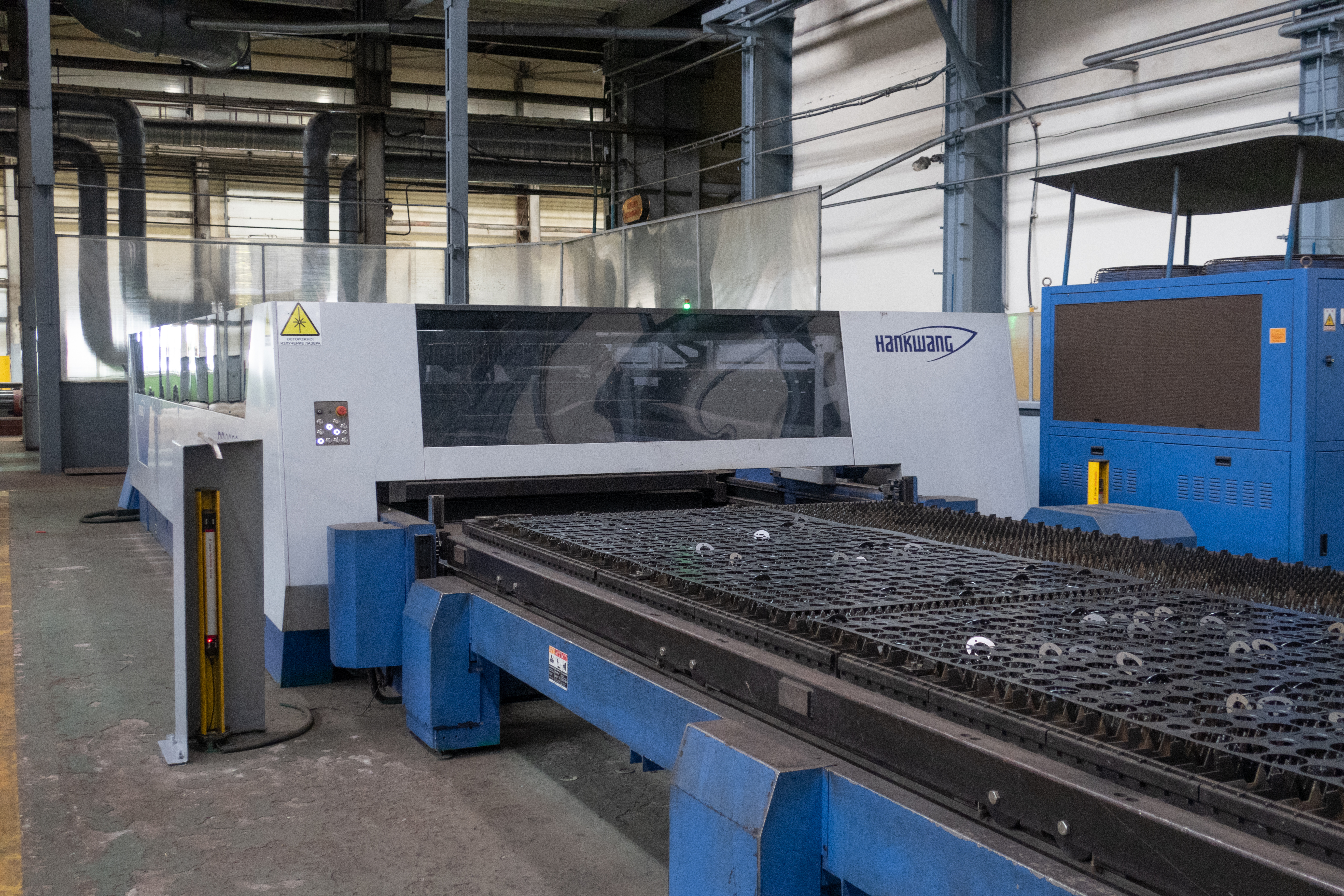
Установка лазерной резки металла Hankwang

Машина термической резки (МТР) — станок с числовым программным управлением (с ЧПУ) для разрезания и гравирования листового материала: металла, пластмассы, толстых слоёв ткани.
Конструкция предусматривает 2…5 координатное перемещение резака относительно заготовки, что позволяет вырезать криволинейные контуры детали со скошенными торцами и снимать фаску.
Размеры станков варьируются от настольных до многометровых. Могут оснащатся системами контроля расстояния резака от материала и системами отсоса отходов из зоны резания.

## Классификация по технологической оснастке
- плазменная
- газокислородная
- лазерная
- электроэрозионная

## Классификация по конструкции
- с движущимся резаком и закрепленным с двух сторон портал (портальные машины) в данном случае жесткая сварная конструкция портала обеспечивает плавность хода машины и точность резки во всех диапазонах скоростей перемещения.
- с движущимся столом — используется, когда резак (например, лазер) чересчур громоздок
- с закрепленным порталом, но только с одной стороны (консольный машины)

## Применение
- фигурный раскрой и гравировка листового металла, пласмасы
- изготовление рекламного и демонстрационного оборудования из пластмассы
- раскрой листового металла в судостроении и машин гигантов (станки размером с цех)
- изготовление листовых металлических конструкций (двери, детали оборудования)
- изготовление частей навесного оборудования для сельскохозяйственной техники
- изготовление элементов силовых строительных конструкций
- изготовление декоративных металлических изделий (например, элементы мебели)